# Anomalia prawdziwa

Kątowe elementy orbitalne orbity keplerowskiej

Anomalia prawdziwa ν, θ lub ϑ – kąt zawarty pomiędzy kierunkiem od ogniska orbity do perycentrum a kierunkiem od ogniska do ciała na orbicie.
Związek pomiędzy anomalią prawdziwą a promieniem wodzącym ciała opisuje (we współrzędnych biegunowych) zależność:
{\displaystyle r={\frac {p}{1+e\cdot \cos \nu }},}
gdzie:
{\displaystyle p=a\cdot {(1-e^{2})},}
{\displaystyle a} – półoś wielka orbity,
{\displaystyle e} – mimośród.